# Yugyeom
Yugyeom, pseudonimo di Kim Yu-gyeom (Namyangju, 17 novembre 1997), è un cantautore e ballerino sudcoreano.
È noto per essere un membro dei Got7, gruppo musicale sudcoreano che ha debuttato nel 2014, nel quale fa anche parte della subunità Jus2 insieme a Jay B.

## Biografia
Nato a Namyangju, Yugyeom ha trascorso un periodo della sua infanzia in Arabia Saudita per via del lavoro del padre, per poi far ritorno in madrepatria e stabilirsi prima a Yeosu, e poi nella città natale, dove è cresciuto insieme al fratello maggiore. Nel 2016 si è diplomato alla Hanlim Multi Art School; ha proseguito gli studi all'Università di Daekyeung. Interessato al ballo fin da una tenera età, all'età di 14 anni Yugyeom è stato notato da un insegnante di danza dell'etichetta discografica JYP Entertainment, per cui ha superato un'audizione per diventare un apprendista idol.
Sotto la JYP Entertainment, Yugyeom ha fatto il suo debutto televisivo nel 2013 al programma Mnet WIN: Who Is Next. Il 20 gennaio 2014 è uscito il primo EP del suo gruppo, i Got7.
Nel 2016 ha partecipato allo show di danza Hit the Stage, sempre su Mnet, dove ha vinto il primo premio nella serata finale. Nel corso dello stesso anno ha iniziato a scrivere canzoni per i Got7 e ha esordito come conduttore, presentando un episodio di The Show in aprile e la puntata speciale The Show SBS Super Concert in ottobre. Nel 2019 ha preso parte a quattro episodi del reality show di SBS Law of The Jungle in Northern Mariana Islands.
Nel 2021 il cantante ha lasciato la JYP Entertainment, pur rimanendo membro attivo dei Got7, e ha firmato un nuovo contratto discografico con la AOMG. Il suo EP di debutto, Point of View: U, è uscito nel giugno dello stesso anno e ha raggiunto l'8ª posizione della classifica sudcoreana, vendendo 43 906 copie a livello nazionale nelle sue prime sei settimane. In agosto ha preso parte al concerto We All Are One per i Giochi della XXXII Olimpiade.

## Discografia
Di seguito, le opere di Yugyeom come solista. Per le opere con i Got7, si veda Got7#Discografia.

### EP
- 2021 – Point of View: U

### Singoli
- 2021 – I Want U Around (feat. DeVita)
- 2022 – Take You Down
- 2022 – OOOWEE (F.Hero feat. Yugyeom e Twopee)
- 2023 – Ponytail (feat. Sik-K)
- 2023 – LOLO

## Filmografia

### Televisione
- Dream Knight, serie TV (2015)

## Programmi televisivi
- WIN: Who Is Next (Mnet, 2013) – Concorrente
- Hit the Stage (Mnet, 2016) – Concorrente
- The Show (SBS, 2016) – Conduttore
- The Show SBS Super Concert (SBS, 2016) – Conduttore
- Law of the Jungle (SBS, 2019) – Membro del cast
- Bongmyeon ga-wang (MBC, 2020) – Concorrente